# رایموند فودور
رایموند فودور (انگلیسی: Rajmund Fodor؛ زادهٔ ۲۱ فوریه ۱۹۷۶) بازیکن واترپلو اهل مجارستان بود.
وی در مسابقات کشوری و بین‌المللی در مجموع برندهٔ ۴ مدال طلا، ۵ مدال نقره شده‌است.